# Krośniewice Błonie
Krośniewice Błonie – dawny wąskotorowy przystanek osobowy w Krośniewicach, w województwie łódzkim, w Polsce.